# Оттен, Лён
Лён Оттен (нидерл. Leun Otten; род. 1965) — нидерландская шашистка. Международный мастер среди женщин. Чемпионка Нидерландов  по международным шашкам (1984).
FMJD-id 10230

## Результаты на чемпионатах мира по международным шашкам
| Год  | Место проведения | Турнир/матч | Результат | Место |
| ---- | ---------------- | ----------- | --------- | ----- |
| 1985 | Канны            | Турнир      | +4=6-3    | 7     |
| 1987 | Минск            | Турнир      | +6=3-4    | 7     |